# Forever (албум на „Спайс Гърлс“)
Forever е третият и последен студиен албум на английската поп-група Спайс Гърлс, издаден през 2000 година. Това е единственият албум на групата без участието на Джери Халиуел (която отново се присъедини към тях през 2007 за албума им Greatest Hits). Предишните два албума са много по-успешни от този. Възможна причина за това е недостатъчната му реклама, особено в САЩ, където са продадени повечето копия. Освен това по това време Спайс манията започва да намалява. Въпреки всичко от Forever са продадени над два милиона копия по целия свят, и албумът успява да стигне второ място в класацията във Великобритания.

## Списък с песните

### Оригинален траклист
1. „Holler“ – 4:15
2. „Tell Me Why“ – 4:13
3. „Let Love Lead the Way“ – 4:57
4. „Right Back at Ya“ – 4:09
5. „Get Down with Me“ – 3:45
6. „Wasting My Time“ – 4:13
7. „Weekend Love“ – 4:04
8. „Time Goes By“ – 4:51
9. „If You Wanna Have Some Fun“ – 5:25
10. „Oxygen“ – 4:55
11. „Goodbye“ – 4:35

### Японско издание
1. „Holler (MAW Remix)“ – 8:30